# Sju timmar till midnatt
Sju timmar till midnatt (Der satanarchäolügenialkohöllische Wunschpunsch) är en barnbok av Michael Ende från 1989. Boken belönades med det schweiziska litteraturpriset La vache qui lit 1990.

## Handling
Klockan fem på eftermiddagen på nyårsafton får den onda trollkarlen Belsebub Kvackman besök. Herr Mask, ondskans budbärare, påpekar att trollkarlen inte uppfyllt sin årliga kvot av elände och naturkatastrofer, och att han bara har sju timmar på sig. Kvackman urskuldar sig med att han haft fullt upp med katten Maurizio - utsänd som spion av Djurens Råd. Kvackman har visserligen lyckats invagga katten i falsk säkerhet - den bor tämligen överviktig i en ombonad skrubb och drömmer om sin operakarriär - men därför inte haft tid att utföra sitt arbete. Trollkarlen får en frist till midnatt, och lovar att han till dess ska ha hunnit ikapp.
Medan han börjar förbereda sig dimper plötsligt hans moster, penninghäxan Tyrannia Vampyrén, ned genom skorstenen. Det visar sig att hon är i samma knipa som trollkarlen, hon har nämligen varit upptagen med korpen Jakob Bråk - utsänd i samma ärende som katten. Belsebub och Tyrannia tycker inte särskilt mycket om varandra, men deras enda chans till räddning är att tillaga en trolldryck, den djävulskandalösaktigastronomiskalasigalopperandemoniska önskepunschen, vars fem meter långa recept de råkar ha varsin halva av.
Nu börjar en kamp mellan å ena sidan trollkarlen och häxan som försöker få färdigt drycken innan tiden är ute, och å andra sidan katten och korpen som försöker komma på ett sätt att stoppa dem.

## Trolldryckens namn
Ordet djävulskandalösaktigastronomiskalasigalopperandemonisk är, enligt texten, ett perspektivord (jämför teleskopord) med sju led: djävulsk, skandalös, lösaktig, gastronomisk, kalasig, galopperande, demonisk. 
Det tyska ordet satanarchäolügenialkohöllisch, som faktiskt ingår i originaltiteln, är också sjuledigt och sammansatt av orden Satan, Anarchie, Archäologie, Lügen, genial, Alkohol och höllisch - alltså Satan, anarki, arkeologi, lögn, genialisk, alkohol och helvetisk.

## Animerad film
Sju timmar till midnatt har även legat till grund för en animerad serie. I varje avsnitt ska trollkarlen Bubonic och hans moster Tyrannia åstadkomma förödelse på staden de bor i. Om de inte lyckas kommer de att bestraffas av sin chef, Maledictus Maggot. För att kunna göra detta, använder de en bit magiskt pergament för att framställa en trollformel, denna måste sedan användas inom de närmaste sju timmarna för att dess effekter ska kunna bli permanenta.